# Volkan
Volkan  è un nome proprio di persona turco maschile.

## Origine e diffusione
Il prenome significa letteralmente "vulcano" e deriva dalle lingue neoromanze (cfr. lat. volcanus).
Non si tratta di un prenome particolarmente diffuso.  In Turchia, il prenome conobbe il suo periodo di massima popolarità tra gli anni ottanta e gli anni novanta del XX secolo, ma la sua popolarità risulta in discesa a partire dagli inizi del XXI secolo.

## Onomastico
Il nome è adespota, non essendo portato da alcun santo. L'onomastico si può festeggiare il 1º novembre, giorno in cui cade la festa di Ognissanti.

## Persone
- Volkan Arslan, calciatore turco
- Volkan Aydın, cestista turco
- Volkan Babacan, calciatore turco

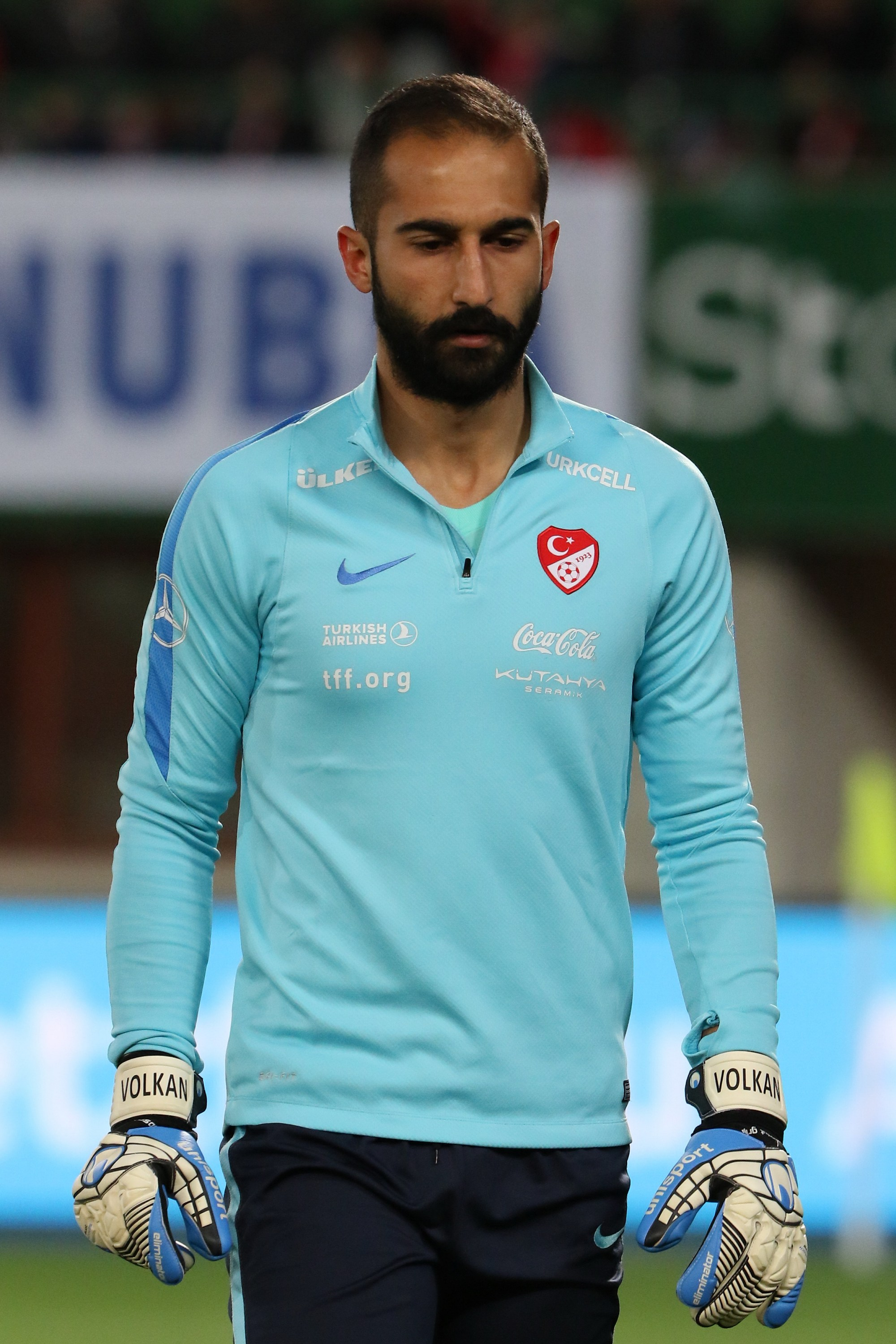
Volkan Babacan

- Volkan Demirel, calciatore e allenatore di calcio turco
- Volkan Döne, pallavolista turco
- Volkan Fındıklı, calciatore turco
- Volkan Oezdemir, artista marziale misto svizzero di origine curda
- Volkan Şen, calciatore turco
- Volkan Yaman, calciatore turco